# Eurico da Silva
Francisco Eurico da Silva, conhecido como  Pastor Eurico (Presidente Prudente, 12 de setembro de 1962) é um pastor e político brasileiro, filiado ao Partido Liberal (PL). É deputado federal por Pernambuco.

## Biografia
Ficou conhecido nacionalmente pela afirmação que fez e gerou desconforto para Xuxa no plenário da Comissão de Constituição, Justiça e Cidadania (CCJ). 
| “ | Mas a conhecida Rainha dos Baixinhos que no ano de 82 provocou a maior violência contra as crianças em um filme pornográfico. | ” |

Foi reeleito deputado federal em 2014, para a 55.ª legislatura (2015-2019). Votou a favor do Processo de impeachment de Dilma Rousseff. Já durante o Governo Michel Temer, votou a favor da PEC do Teto dos Gastos Públicos. Em abril de 2017 foi contrário à Reforma Trabalhista. Em agosto de 2017 votou a favor do processo em que se pedia abertura de investigação do então presidente Michel Temer.
Atualmente é Deputado Federal de Pernambuco após ser eleito nas Eleições de 2018 para o mandato 2019-2022.[carece de fontes?]
Com histórico de combate a pessoas LGBTQIAP+ e ao casamento entre pessoas do mesmo sexo no Brasil, o pastor já tentou alterar um projeto de Clodovil Hernandes para proibir o casamento igualitário no Brasil. Historicamente também já tentou votar um projeto que permitiria a chamada "cura gay" e afirmou que a homossexualidade deveria ser mantida na lista de transtornos mentais.
Em 2024, o parlamentar foi condenado pelo crime de transfobia contra a deputada Erika Hilton, tendo que indenizá-la no valor de R$15 mil.